# Раффлз-Сити (Чунцин)
Раффлз-Сити (англ. Raffles City Chongqing, кит. 重庆来福士广场) — комплекс небоскрёбов, расположенный в китайском городе Чунцин, в деловом районе Юйчжун. Построен в 2019 году, по состоянию на начало 2020 года башни № 1 и 2 являлись самыми высокими зданиями города, 27-м и 28-м по высоте зданиями Китая, 33-м и 34-м — Азии, 56-м и 57-м — мира. Архитекторами комплекса выступили Моше Сафди и Чунцинский архитектурный институт, владельцем является сингапурская группа CapitaLand. 
В состав многофункционального комплекса Раффлз-Сити входят восемь высотных башен и обширный подиум, в котором располагаются продуктовый супермаркет, магазины, автосалоны, рестораны, выставочные залы и паркинг. Общая площадь комплекса — свыше 1,1 млн м², в том числе пятиэтажный торговый центр — 230 тыс. м², офисы — 160 тыс. м² и мультиплекс сети CGV — 5,6 тыс. м². В одной из 350-метровых башен Раффлз-Сити расположен пятизвёздочный отель InterContinental, также в комплексе насчитывается 1,4 тыс. жилых апартаментов сети Ascott и 26,4 тыс. парковочных мест.
Дизайн Раффлз-Сити вдохновлён традиционными китайскими парусными судами — джонками. Общая стоимость комплекса составила 3,8 млрд долларов.

## Структура
Самые высокие башни № 1 и 2 расположены на остром мысе, на месте слияния рек Янцзы и Цзялинцзян. За ними находятся башни № 3, 4, 1 (южная) и 2 (южная), сверху соединённые между собой 300-метровой смотровой площадкой «Кристалл» со стеклянным полом. Внутри «Кристалла» находятся выставочный зал, зимний сад, бассейн и рестораны (смотровую площадку ещё называют «горизонтальный небоскрёб»). За этими четырьмя башнями расположены самые низкие башни № 5 и 6. На мысе находятся причалы для речных судов и прогулочная площадь со сквером. 
- Башня T3 North или башня № 1 (354 м) имеет 79 наземных и 3 подземных этажа, занятых жилыми и торговыми помещениями[13][14][15].
- Башня T4 North или башня № 2 (354 м) имеет 79 наземных и 3 подземных этажа, занятых офисными, гостиничными и торговыми помещениями[16][17][18].
- Башня T2 или башня № 3 (265 м) имеет 56 наземных и 3 подземных этажа, занятых жилыми и торговыми помещениями[19].
- Башня T5 или башня № 4 (265 м) имеет 56 наземных и 3 подземных этажа, занятых жилыми и торговыми помещениями[20].
- Башня T3 South или башня № 1 южная (265 м) имеет 46 наземных и 3 подземных этажа, занятых офисными и торговыми помещениями[21].
- Башня T4 South или башня № 2 южная (265 м) имеет 50 наземных и 3 подземных этажа, занятых офисными, гостиничными и торговыми помещениями[22].
- Башня T1 или башня № 5 (234 м) имеет 58 наземных и 3 подземных этажа, занятых жилыми и торговыми помещениями[23].
- Башня T6 или башня № 6 (234 м) имеет 58 наземных и 3 подземных этажа, занятых жилыми и торговыми помещениями[24].

## Галерея

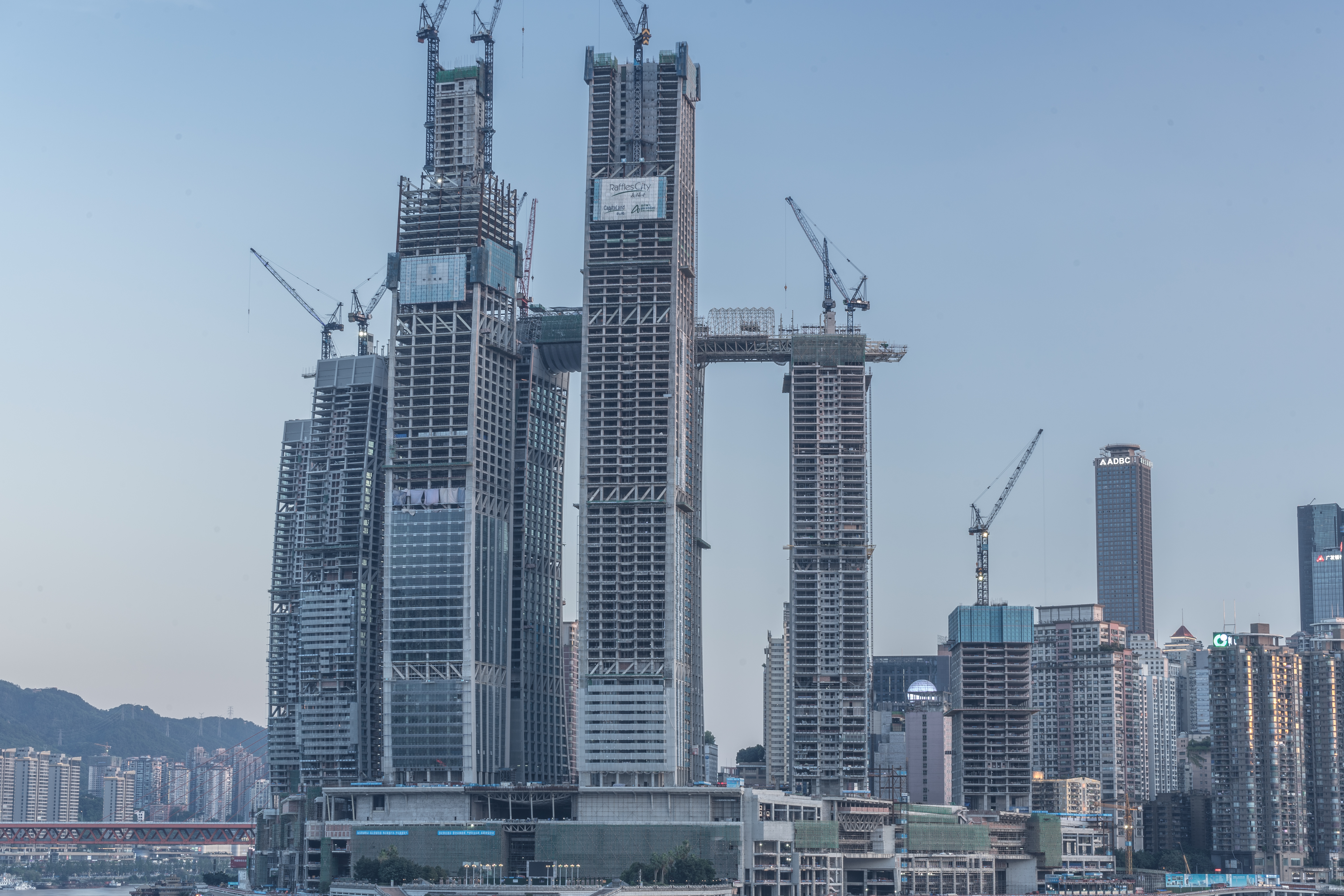
2018
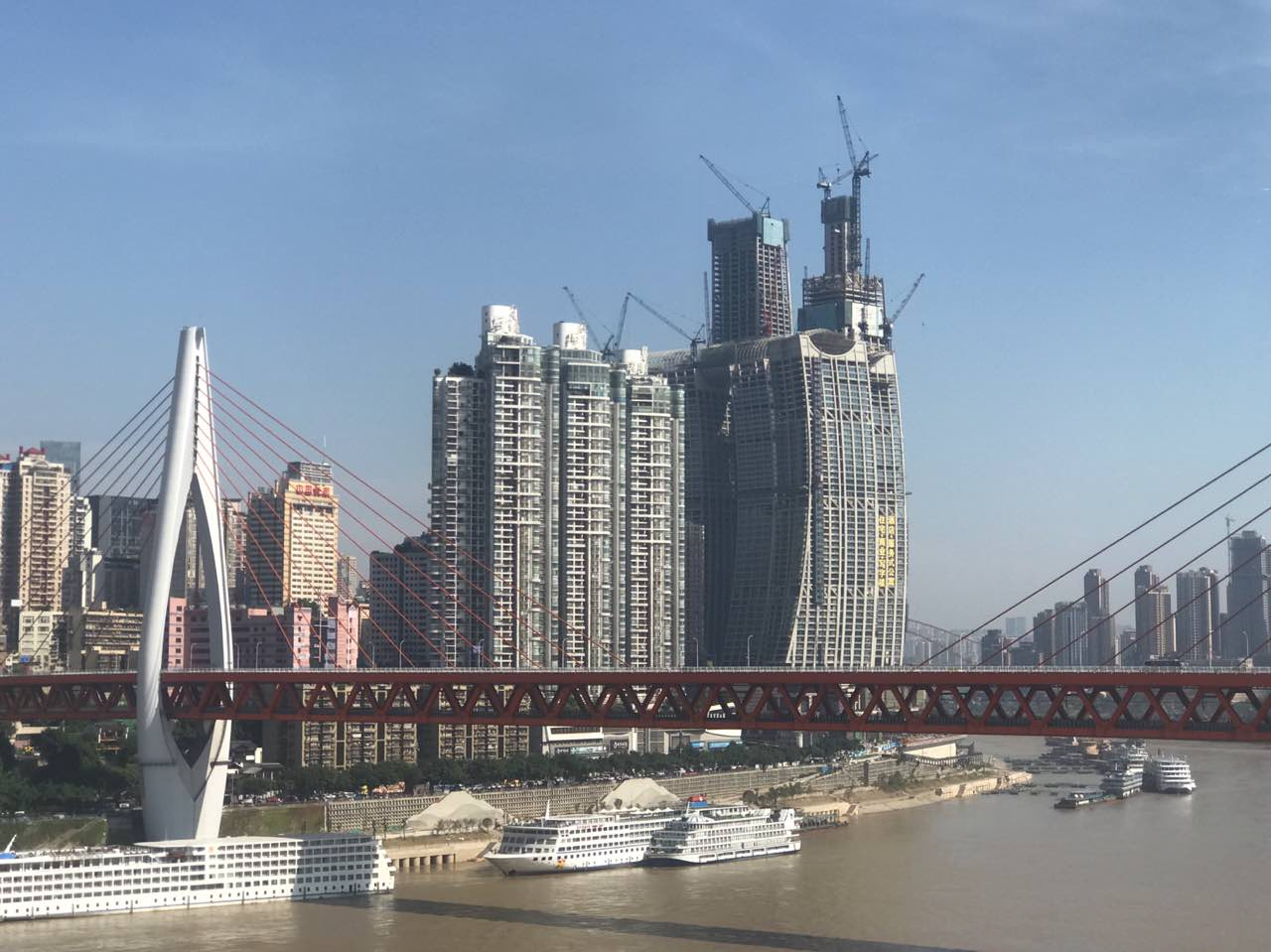
2018
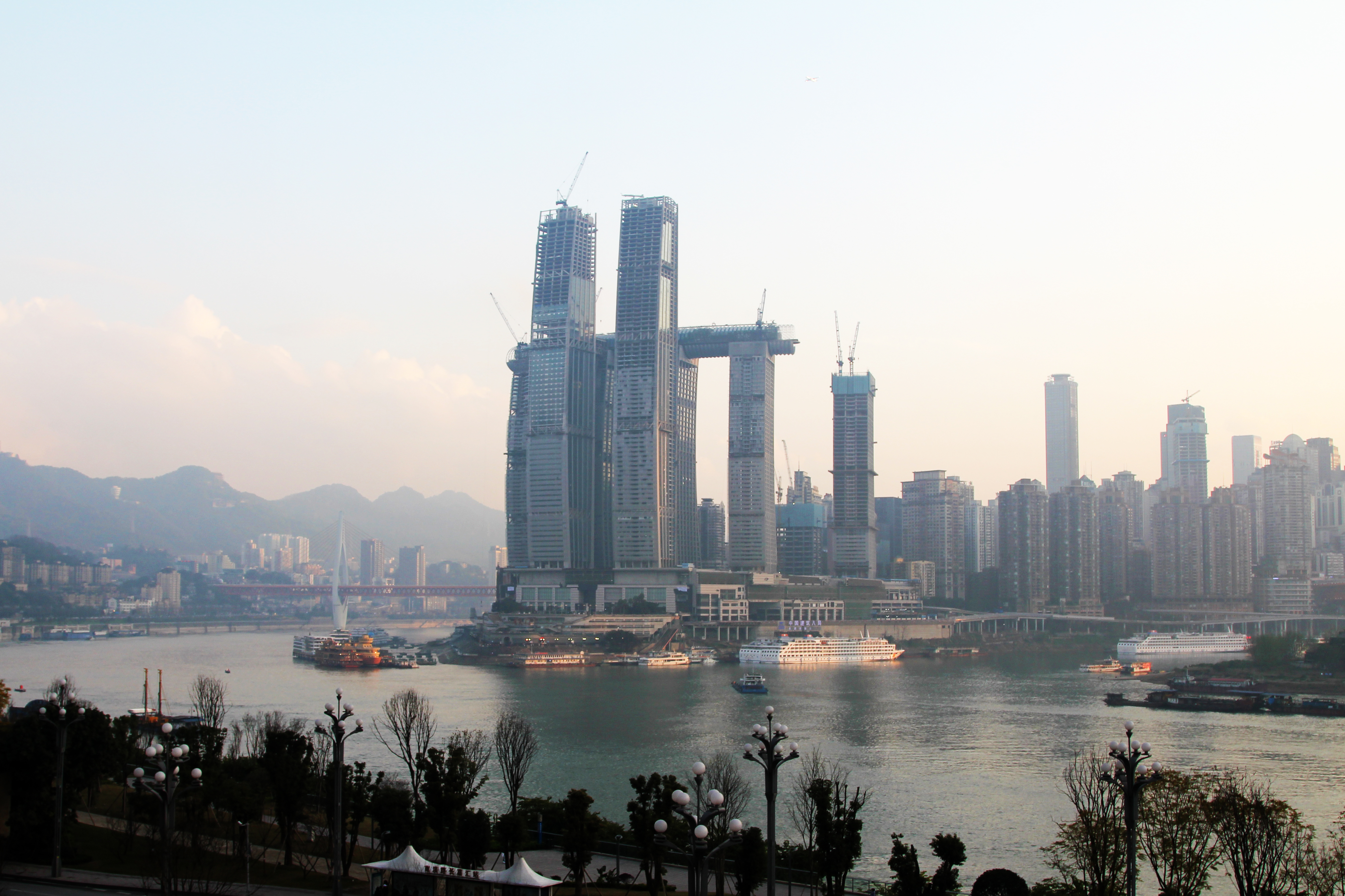
2019
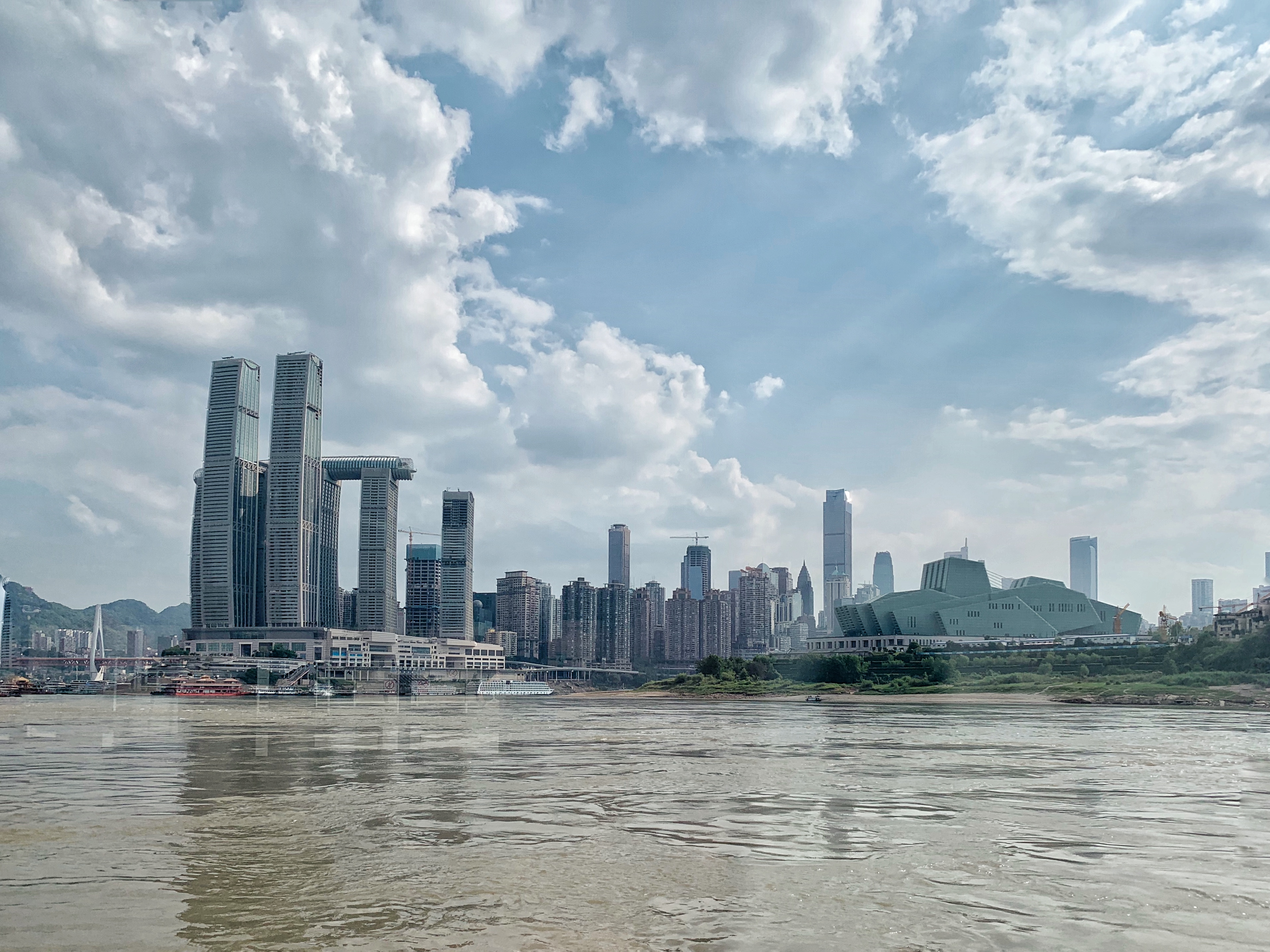
2019

Кроме Чунцина, высотные комплексы компании CapitaLand под брендом Раффлз-Сити расположены в Сингапуре (Раффлз-Сити), Шэньчжэне, Ханчжоу, Шанхае и Пекине.